# Posten Vezzena

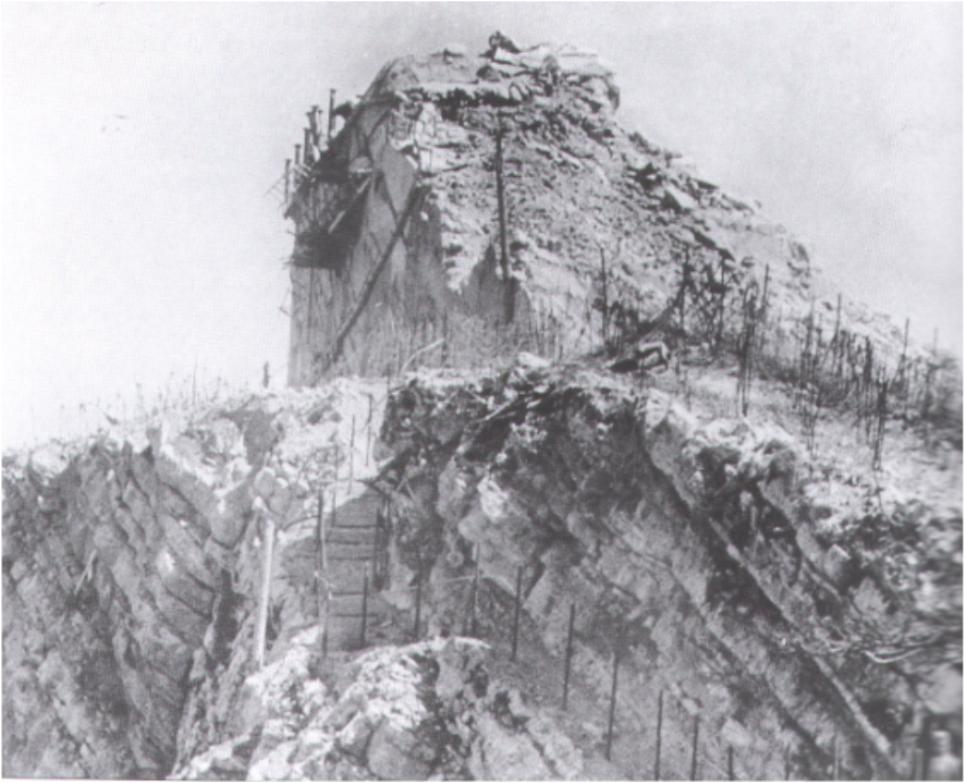
Posten Vezzena vom gedeckten Weg 1915/16

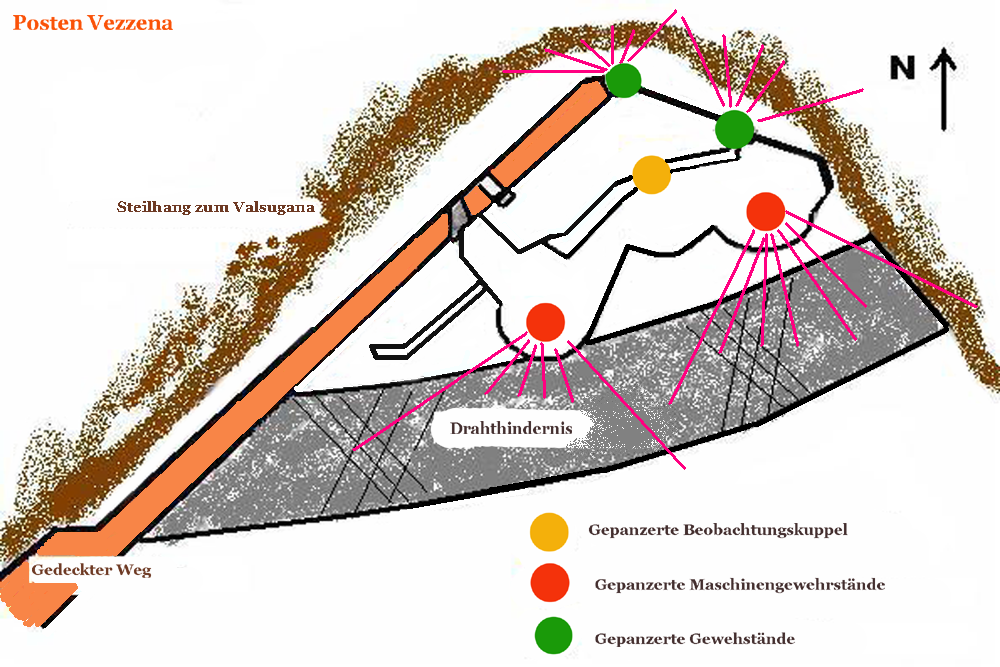
Plan Posten Vezzena

Der Posten Vezzena (italienisch Forte di Cima Vezzena oder Cima Verle) liegt in 1908 Meter Höhe auf dem Gipfel des Pizzo di Levico (auch Cima Vezzena genannt), oberhalb des Val Sugana und südlich der Ortschaft Levico Terme bzw. des Lago di Levico. Direkt hinter dem Rücken des Bauwerks beginnt der 1400 m tiefe Felsabbruch in das Valsugana. Es war nur ein kleines Festungswerk ohne Artilleriebestückung und diente in erster Linie als Beobachtungsstation für das westlich benachbarte Werk Verle. Es war der nordöstlichste Pfeiler der Festungskette.
Auf neueren italienischen Karten wird die Anlage auch als „ex Forte Spitz Verle“ bezeichnet.
- Name: Posten Vezzena
- Baubeginn: 1910
- Fertigstellung: 1914
- Bewaffnung:

2 Panzerkuppeln mit je zwei Maschinengewehren
eine drehbare Beobachtungskuppel mit einem Maschinengewehr
ein Kehlkoffer mit fünf Ausschussöffnungen
- dazu:

ein gepanzerter Beobachtungsstand
3 Azetylen-Scheinwerfer mit je 30 cm Durchmesser
- Besatzung: Als normierte Kriegsbesatzung war ein Detachement des k.k. Landesschützen-Regiments „Trient“ Nr. I eingeteilt; insgesamt ein Offizier bzw. 45 Unteroffiziere und Mannschaften, inklusive Sappeure, Telegraphisten, und Telefonisten. Optische Verbindung (Lichtsignal) konnte mit den Werken Verle und Lusern sowie den Stellungen auf Horst, Selva, Busa grande und Monte Agaro hergestellt werden. Telefonisch bestand Verbindung mit dem Werk Verle. Werkskommandant bei Kriegsausbruch war der Fähnrich und spätere Leutnant Kurt Schwarz vom Festungsartilleriebataillon Nr. 5 aus Trient.[1]

## Bauwerk
Es handelte sich um einen dreigeschossigen Bau dessen Rückwand nach Norden hin freistehend aus Mauerwerk aufgeführt ist und die dabei einen stumpfen, ausspringenden Winkel bildet. Das Werk ist regelrecht auf die Spitze des Berges gesetzt, wobei eine Art Abstufung auf der Nordseite (ob diese bereits vorhanden war oder durch Sprengungen geschaffen wurde, ist nicht bekannt) genutzt wurde um das Erdgeschoss und den ersten Stock völlig in Deckung durch die Felswand anzulegen. Der zweite Stock mit den Kampfständen überragt die natürliche Deckung und war mit einer Betoneindeckung versehen. Es ergab sich im Querschnitt somit eine Art Keil, dessen flache Seite nach Süden gegen die italienische Grenze gerichtet und mit breiten, mehrreihigen Drahthindernissen gesichert war. Ob das Werk über elektrischen Strom verfügte ist nicht sicher geklärt, ein Aggregat zur Stromerzeugung war nicht vorhanden, es wurde wahrscheinlich vom Werk Verle aus versorgt. Zur Verteidigung der Kehle diente ein kleiner, halbkreisförmiger Kehlkoffer aus 12 cm dickem Panzerstahl, der als Feldgeschützsicher angesehen wurde. Er war auf den Knick des ausspringenden Winkels gesetzt und hatte insgesamt fünf Ausschussöffnungen. Die Beobachtung des Suganatals konnte durch einen gepanzerten Beobachtungsstand an der linken Flanke der Rückseite erfolgen. Der Nachschub erfolgte friedensmäßig über eine voll einsehbare Zufahrtsstraße, sodass nach Beginn der Beschießung ein gedeckter Weg auf der Nordseite des Steilhangs angelegt werden musste. Wasser kam aus einer Leitung vom Nachbarwerk Verle. Die Fläche des umbauten Raums lag bei etwa 25 × 9 Metern.

### Räumlichkeiten
- Erdgeschoss

Eingang mit Zwinger
1 Wachzimmer
1 Kehlkoffer/Gewehrstand
1 Toilette
1 Küche
1 Geniematerialdepot
1 Munitionsmagazin
1 Materialdepot
1 Gruft für sechs Särge (unter dem Stockwerk angelegt)
- 1. Obergeschoss

1 Mannschaftsunterkunftsraum
1 Sanitätsraum
1 Kommandantenzimmer
1 Munitionsmagazin
1 Proviantmagazin
- 2. Obergeschoss

1 Offene Nahverteidigungsanlage als Annex westlich angehängt und nur von außen zugänglich
1 optische Signalstation nach Westen und Norden
1 Mannschaftsunterkunftsraum
1 drehbarer Beobachtungsstand (Typ B.u.M. 14)
1 Telefonzentrale mit optischer Signalstation nach Osten
1 Munitionsmagazin
1 fester Beobachtungsstand (Typ B.St.f. 3)
2 feste Panzerkuppeln (Typ B.u.M.f.11 und 12) für je 2 Maschinengewehre
1 gepanzerter Maschinengewehr- und Scheinwerferstand (Typ M.u.S.H. 16)
1 Notausstieg auf das Verdeck
Wegen der exponierten Lage war das Werk mit Munition und Verpflegung über die Norm ausgestattet, es waren 200.000 Schuss MG-Munition und für 90 Tage Verpflegung eingelagert.

## Erste Beschießung
Bereits unverzüglich nach Beginn der Feindseligkeiten am 23. Mai 1915 um 4:00 Uhr begannen die Italiener das Werk mit 28-cm-Haubitzen vom Bosco Azari, 21-cm-Mörsern von der Porta di Manazzo und den 14,9-cm-Turmgeschützen des Forte Verena zu beschießen. Das Ergebnis war nicht sehr schwerwiegend, ein erster infanteristischer Angriff am 30. Mai 1915 durch die 63. Kompanie des Alpinibataillons „Bassano“ scheiterte. Nachdem die erste Phase der Beschießung vorüber war, wurden bereits bauliche Verstärkungsmaßnahmen durchgeführt.

## Zweite Beschießung
Ab dem August 1915 erfolgte die zweite Phase der Beschießung, bei der auch die Haubitzen vom Kaliber 30,5 cm eingesetzt wurden, denen das Werk nichts entgegenzusetzen hatte, massive Schäden waren die Folgen.
- Treffer:

16. August 1915: Der gepanzerte MG- und Scheinwerferstand auf dem Verdeck wurde durchschlagen und zerstört.
17. August 1915: Durchschlag durch die Werksdecke mit anschließender Detonation in einer Kasematte des 1. Obergeschosses.
18. August 1915: Treffer auf die Scharte der rechten Maschinengewehr-Panzerkuppel, die dadurch vorübergehend unbrauchbar wurde. Zwei Deckendurchschläge mit Zerstörung der Telefonzentrale.
19. August 1915: Der bereits zerstörte MG- und Scheinwerferstand auf dem Verdeck, wurde durch einen Volltreffer aus der Bettung nach vorn herausgeworfen und rutschte die Böschung hinunter. Ein Volltreffer durchschlug die Decke, durchquerte das gesamte Bauwerk und trat an der Kehlmauer wieder aus ohne zu detonieren.
21. August 1915: Nachdem die rechte Maschinengewehr-Panzerkuppel regelrecht freigeschossen worden war, löste sie sich aus ihrer Bettung und rollte die frontseitige Böschung hinunter. Die linke Maschinengewehr-Panzerkuppel war ebenfalls instabil, blieb aber an Ort und Stelle. Eine Besetzung war jedoch nicht mehr möglich.
Die Besatzung verließ während der Beschießung jetzt das Werk und brachte sich in einer Felskasematte in Sicherheit.
Nachdem ein weiterer Angriff der Italiener am 24. August 1915 mit den Infanterieregimentern 161 und 162 gescheitert war, wurde der Artilleriebeschuss auf Vezzena fortgesetzt, ließ jedoch ab Herbst des gleichen Jahres etwas nach.
Nichtsdestoweniger löste sich im September 1915 der drehbare Beobachtungsstand auf dem Werksverdeck und stürzte die Böschung hinab. Die Wasserleitung vom Werk Verle fiel aus, die Zisterne bekam durch die ständigen Erschütterungen Risse und wurde undicht. Ab dem Februar 1916 wurde mit dem Bau von Kavernen im gewachsenen Fels begonnen. Es wurde eine geschützte Wasserleitung verlegt und eine Materialseilbahn vom Monte Rover her gebaut.
Insgesamt wurde das Werk mit 2027 Granaten der Kaliber 21, 28 und 30,5 cm, sowie 4200 Granaten vom Kaliber 14,9 cm belegt.
Der Kommandant des Posten Vezzena, der spätere Leutnant Schwarz wurde mit der Goldenen Tapferkeitsmedaille, sowie mit dem Orden der Eisernen Krone ausgezeichnet.

## Instandsetzung
Nachdem die Italiener 1916 auf Grund der Frühjahrsoffensive zurückgedrängt worden waren, begann man mit der Instandsetzung der Anlage. Es wurde eine neue Betondecke aufgebracht, der drehbare Beobachtungsstand und die rechte Maschinengewehr-Panzerkuppel wurden wieder aufgestellt. Das 2. und das 1. Obergeschoss blieben nur beschränkt nutzbar, da sie schwere Zerstörungen durch Granatexplosionen aufwiesen. Mehrere Vorgeschobene Beobachter bezogen im Frühjahr 1916 ihre Stellung auf dem Posten Vezzena, um während der Südtiroloffensive von hier aus das Artilleriefeuer zu leiten.

## Heutiger Zustand

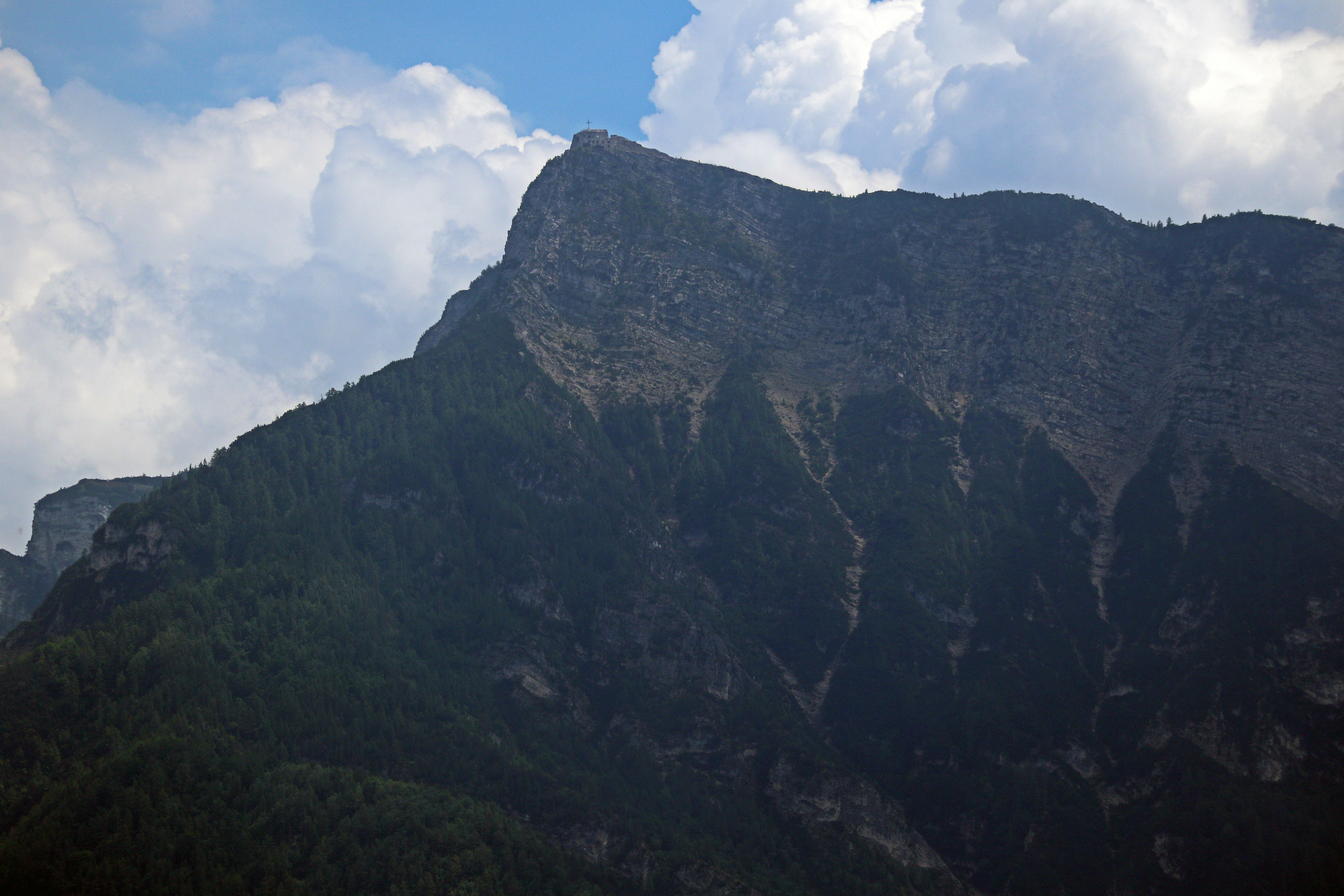
Pizzo di Levico (Posten Vezzena) aus der Valsugana

Das Werk ist heute stark ruinös, da in den 1930er-Jahren Schrottsammler die Eisenteile heraussprengten und so am Ende mehr Schaden anrichteten als es der Krieg vermocht hatte. Die Anlage ist vom Parkplatz der Albergo Vezzena über die alte Militärstraße erreichbar und im Sommer sehr stark von Touristen frequentiert. Auf dem Werksverdeck befindet sich das Gipfelkreuz.